# Коштовне та декоративне каміння (журнал)
«Коштовне та декоративне каміння» — науково-практичне видання у сфері гемології і експертної оцінки дорогоцінного, напівдорогоцінного та декоративного каміння, у тому числі, загальної й економічної геології, мінералогії, геохімії, методів прогнозування, пошуку й оцінки родовищ корисних копалин, інформації щодо динаміки зміни цін на природне дорогоцінне, напівдорогоцінне та декоративне каміння на внутрішньому і світовому ринках.
Журнал входить до баз даних Google Scholar і Наукова періодика України (Національна бібліотека України ім. В. І. Вернадського).

## Історія
Журнал «Коштовне та декоративне каміння» (далі — «КДК») засновано у 1995 році (Свідоцтво про державну реєстрацію друкованого засобу масової інформації: серія КВ № 1587 від 27.07.1995).
Видавець та виготовлювач — Державний гемологічний центр України (Свідоцтво суб'єкта видавничої справи: серія ДК № 1010 від 09.08.2002).
Програмним завданням, визначеним свідоцтвом про реєстрацію, було інформування про динаміку змін цін на природне дорогоцінне, напівдорогоцінне та декоративне каміння (а також вироби з нього) на внутрішньому ринку.
У «КДК» оприлюднювалися оптові ціни на діаманти, дорогоцінне, напівдорогоцінне та декоративне каміння на виконання постанови Кабінету Міністрів України «Про видання довідників оптових цін на діаманти, дорогоцінне, напівдорогоцінне та декоративне каміння» від 31.05.95 № 369.
Згодом у 2009 році було зареєстровано бюлетень «Довідник цін коштовного та декоративного каміння», у якому здійснюється публікація цін, а журнал відтоді присвячено лише науково-практичним публікаціям.
Головним редактором з 1995 по 2008 рік був доктор геолого-мінералогічних наук, професор Індутний Володимир Васильович.
З 2008 року і до сьогодні головним редактором є кандидат геологічних наук, член-кореспондент Академії будівництва України, доцент (за сумісництвом), заступник директора - керівник відділу експертизи Державного гемологічного центру України Гелета Олег Леонтійович.

## Тематична спрямованість
У журналі «КДК» публікуються матеріали теоретичних, експериментальних і методичних досліджень у галузі мінералогії, геохімії, економічної геології, геології родовищ корисних копалин, архітектури, товарознавства.

## Редакційна колегія
- Нестеровський Віктор Антонович, доктор геологічних наук, професор ННІ «Інститут геології» Київського національного університету імені Тараса Шевченка, директор Геологічного музею КНУ імені Тараса Шевченка – головний редактор
- Гелета Олег Леонтійович, кандидат геологічних наук, член-кореспондент Академії будівництва України, заступник директора — керівник відділу експертизи напівдорогоцінного та декоративного каміння ДГЦУ – заступник головного редактора
- Вижва Сергій Андрійович, доктор геологічних наук, професор, заслужений працівник освіти України, директор ННІ «Інститут геології» Київського національного університету імені Тараса Шевченка
- Митрохин Олександр Валерійович, доктор геологічних наук, професор кафедри мінералогії, геохімії та петрографії ННІ «Інститут геології» Київського національного університету імені Тараса Шевченка
- Михайлов Володимир Альбертович, доктор геологічних наук, професор, завідувач кафедри геології родовищ корисних копалин ННІ «Інститут геології» Київського національного університету імені Тараса Шевченка
- Павлишин Володимир Іванович, доктор геолого-мінералогічних наук, професор,завідувач відділу «Мінералогічний музей імені академіка В.І. Вернадського» Інституту геохімії, мінералогії та рудоутворення імені М.П. Семененка НАН Україн
- Шевченко Сергій Вікторович, доктор геологічних наук, доцент, завідувач кафедри загальної та структурної геології Національного технічного університету «Дніпровська політехніка»
- Василенко Світлана Петрівна, кандидат геологічних наук, Polish Geological Institute - National Research Institute, Department of Raw Materials Policy (Польща)
- Загожджон Павел, доктор, Wrocław University of Science and Technology (Польща)
- Кадурін Сергій Володимирович, кандидат геологічних наук, доцент, завідувач кафедри морської геології, гідрогеології, інженерної геології та палеонтології Одеського національного університету імені І.І. Мечникова
- Котенко Володимир Володимирович, кандидат технічних наук, доцент, декан факультету гірничої справи, природокористування та будівництва Державного університету «Житомирська політехніка»
- Татарінцев Володимир Іванович, кандидат геолого-мінералогічних наук, заступник директора – керівник відділу експертизи алмазів ДГЦУ

## Редакція
- Літературний редактор, дизайн і верстка — Максюта Оксана Василівна